# بلهم كتي (دابوي الجنوبي)
بلهم کتي (بالفارسية: پلهم‌کتی) هي قرية تقع في إيران في قسم دابوي الجنوبی الريفي. يقدر عدد سكانها بـ 167 نسمة .